# براونینگتون (کنتاکی)
براونینگتون (به انگلیسی: Brownington) یک منطقهٔ مسکونی در ایالات متحده آمریکا است که در شهرستان بولت، کنتاکی واقع شده‌است. براونینگتون ۲۱۳٫۰۶ متر بالاتر از سطح دریا واقع شده‌است.